# Smrčina (Podhradí)
Smrčina (deutsch Elfhausen) ist eine Ansiedlung der Gemeinde Podhradí in Tschechien. Sie liegt vier Kilometer nördlich von Aš und gehört zum Okres Cheb.

## Geographie

### Geographische Lage
Smrčina befindet sich im Quellgebiet des Elfhausener Baches, einem linken Zufluss des Ašský potok (Äsch), in der Ašská vrchovina (Ascher Bergland). Nordöstlich erhebt sich der Studánecký vrch (Hungersberg, 697 m n.m.), im Osten der U Červené vily (594 m n.m.), südlich der Háj (Hainberg, 758 m n.m.) sowie im Westen der U Lomu (Finkenberg, 707 m n.m.). Durch Smrčina führen die Staatsstraße II/217 zwischen Aš und Hranice sowie die Bahnstrecke Aš–Adorf, einen halben Kilometer südwestlich liegt der Haltepunkt Podhradí. Nördlich des Ortes entspringt die Rokytnice (Ziegenbach).

### Nachbargemeinden
Nachbarorte sind Novosedly, Studánka und Novomeští im Norden, Kessel, Heißenstein und Kopaniny im Nordosten, Podhradí im Osten, Dolní Paseky und Marak im Südosten, Smrčina, Větrov und Krásná im Süden, Kamenná im Südwesten, die Wüstungen Loupežnické Domky und Újezd im Westen sowie Faßmannsreuth und Pastviny im Nordwesten.

## Geschichte
Die erste schriftliche Erwähnung des Dorfes Elphusen erfolgte im Jahre 1290, als der deutsche König Rudolf I. den Landesrichter Otto von Machwitz mit dem Gut Sorg belehnte. Später entstand in Sorg eine Feste, die im Laufe des 14. Jahrhunderts von den Rittern von Neipperg erworben und an die Burg Neuberg angeschlossen wurde. 1394 fiel der Besitz dieser Linie der Neipperger, die sich zuletzt „von Neuberg“ nannten, nach dem Tode Konrads von Neuberg als Erbe an die Herren von Zedtwitz. Im Laufe der Zeit wurde das Dorf als Uphusen, Aufhawsen, Ailffhausen bzw. Eilfhausen bezeichnet. Zu Beginn des 17. Jahrhunderts wurde westlich von Eilfhausen das Straßendorf Steinpöhl angelegt. Nach dem Tode des Hans Georg von Zedtwitz erfolgte 1690 eine Erbteilung unter seinen drei Söhnen, wobei der Sorger Anteil Karl Joseph von Zedtwitz zufiel. Die Anteile erhielten zwar eigene Gerichtsbarkeit, wurden jedoch weiterhin gemeinschaftlich als Herrschaft Neuberg, später als Herrschaft Asch verwaltet. Das größte Dorf des Sorger Anteils war Eilfhausen; daneben gehörte zu dem Anteil noch die Ansiedlung Steingeröll. Bei der Einführung der Hausnummerierung im Jahre 1771 bestanden Elfhausen, Steinpöhl und Steingeröll aus insgesamt 21 Anwesen, die als Hausnummern 97–117 der Gemeinde Neuberg geführt wurden. Im Jahre 1845 wurde Eilfhäuser bzw. Eilfhausen mit "einigen Häusern" als Zubehör zur Gemeinde Neuberg aufgeführt. Pfarrort war Asch bzw. Niklasberg; in Neuberg gab es eine protestantische Filialkirche „Zum Guten Hirten“. Bis zur Mitte des 19. Jahrhunderts  Elfhausen der Herrschaft Asch untertänig.
Nach der Aufhebung der Patrimonialherrschaften bildete Elfhausen ab 1849 einen Ortsteil der Gemeinde Neuberg im Gerichtsbezirk Asch. 1866 wurde in Steinpöhl eine Schule mit zwei Klassen eröffnet, die auch die Elfhausener Kinder besuchten. Ab 1868 wurde Elfhausen Teil des neugebildeten Bezirks Asch. 1885 wurde der Verkehr auf der Lokalbahn Asch-Roßbach aufgenommen, am Fuße des Finkenberges zwischen Steinpöhl und Elfhausen entstand der Haltepunkt Neuberg. Beim Zensus von 1918 wurden in Steinpöhl und Elfhausen insgesamt 708 Einwohner gezählt. Nachdem Anfang des 20. Jahrhunderts die zuvor östlich von Elfhausen durch das Tal des Elfhausener Baches führende Bezirksstraße von Asch nach Roßbach zwischen Sorg und Elfhausen nach Westen verlegt worden war, um die Täler des Sorgbaches und Elfhausener Baches zu umgehen, wurde das Haus der ehemaligen Schreinerei Lederer zum "Neuen Gasthaus" umgebaut. Eine weitere Gastwirtschaft bestand mit dem Gasthaus "Zum Finkenberg" am Haltepunkt Neuberg, das in den 1960er Jahren abgerissen wurde. Nach dem Münchner Abkommen wurde Elfhausen 1938 dem deutschen Landkreis Asch zugeschlagen. Zu dieser Zeit arbeiteten die meisten der Bewohner in den Ascher Fabriken; die wenig ertragreiche Landwirtschaft spielte nur noch eine untergeordnete Rolle. Der Friedhof befand sich in Steinpöhl. Nach dem Ende des Zweiten Weltkriegs kam Elfhausen zur Tschechoslowakei zurück. Die deutsche Bevölkerung wurde 1946 vertrieben. 1948 wurden Elfhausen und Sorg unter dem Namen Smrčina zusammengefasst; die entsiedelten Dörfer wurden zusammen mit Neuberk Teil der Gemeinde Kopaniny. In den 1960er Jahren erlosch Smrčina fast gänzlich. Seit 1961 gehört Smrčina zum Okres Cheb. Zwischen 1976 und 1990 gehörte Smrčina zur Stadt Aš, seither ist die Siedlung wieder Teil der Gemeinde Podhradí. Zu den wenigen erhaltenen Häusern gehört das ehemalige "Neue Gasthaus", das heute als Wohnhaus genutzt wird. An der Stelle des früheren Dorfes befindet sich ein Wäldchen. Erhalten sind auch einzelne Häuser westlich der Staatsstraße, die die Gemeindegrenze zu Krásná bildet und zum Ortsteil Kamenná gehören.

## Kultur und Sehenswürdigkeiten
- Wegekreuz, an der Bezirksstraße
- Ehemaliges Schloss Smrčina (Schloss Sorg); das 1690 für Karl Joseph von Zedtwitz errichtete Bauwerk befand sich bis 1911 im Besitz der Familie und musste dann wegen Überschuldung an den Ascher Unternehmer Wilhelm Fischer verkauft werden. Nach 1945 verkam das Schloss, 1963 erfolgte der Abbruch wegen Einsturzgefahr. Erhalten sind nur die baufälligen Wirtschaftsgebäude, an der Stelle des Schlosses befindet sich heute eine Silagegrube.